# CF Montréal
A Montréal egy kanadai labdarúgócsapat, amelyet 1992-ben, Montréalban alapítottak. A klub jelenleg az észak-amerikai első osztályban, a Major League Soccer-ben szerepel.

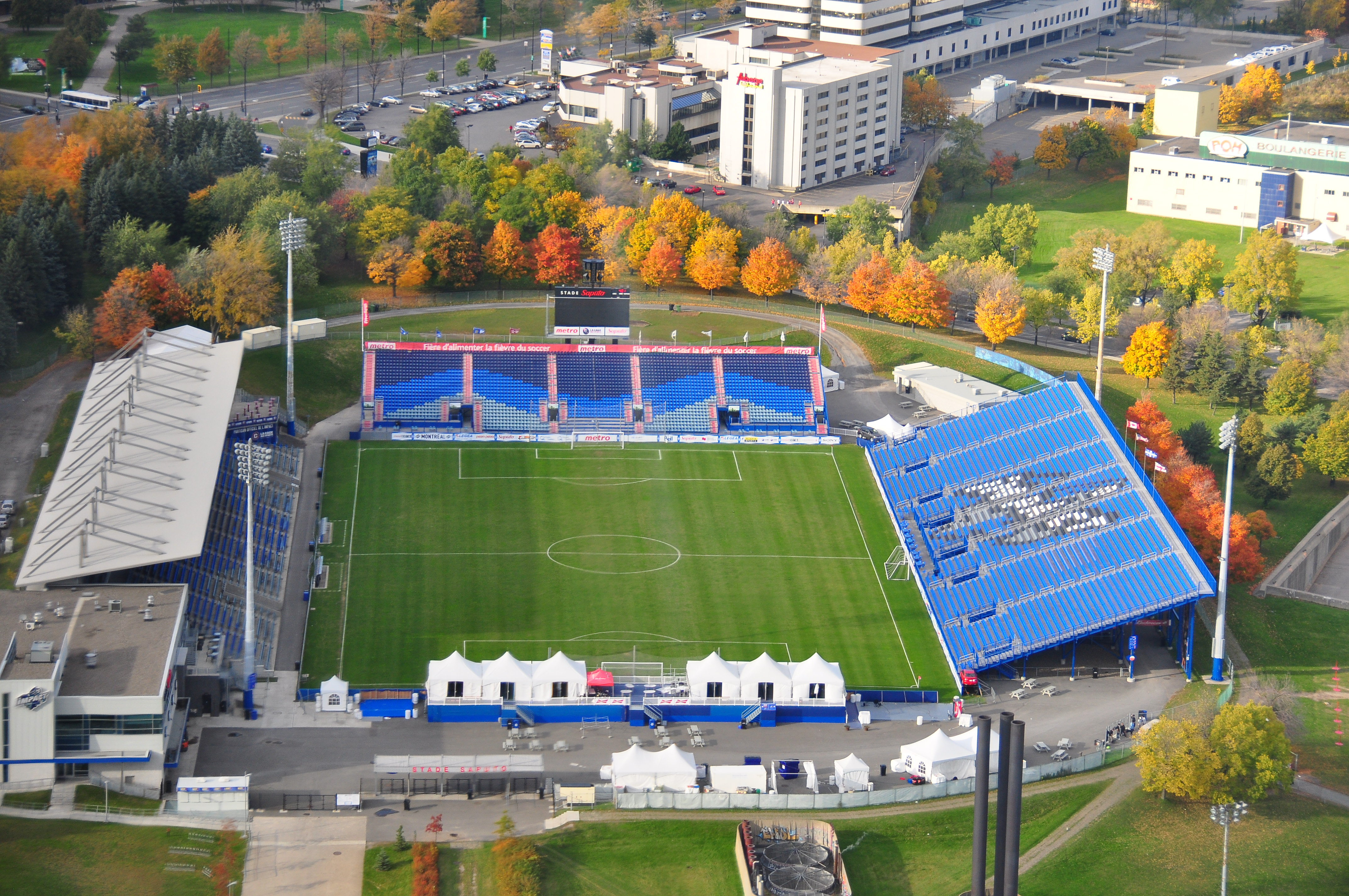
A csapat otthona, a Saputo Stadion

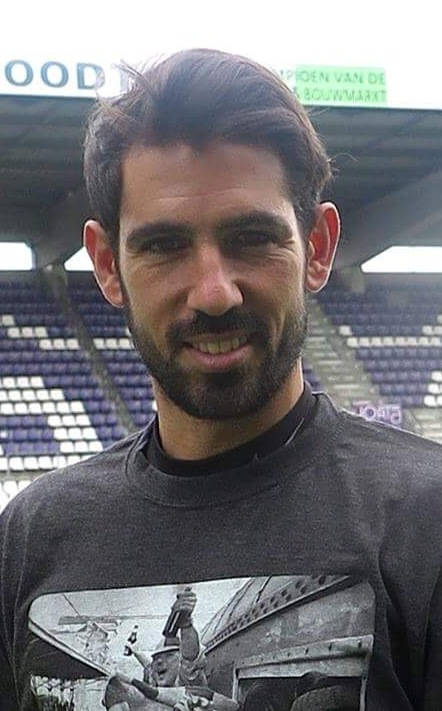
Hernán Losada, a megbízott vezetőedző

## Sikerlista
- Kanadai Kupa
  - Bajnok (5): 2008, 2013, 2014, 2019, 2021
  - Ezüstérmes (3): 2015, 2017, 2023

- CONCACAF-bajnokok ligája
  - Döntős (1): 2014–15

## Játékoskeret
2023. április 25. szerint.
| #  |     | Poszt | Név                     |
| -- | --- | ----- | ----------------------- |
| 1  | USA | K     | Logan Ketterer          |
| 2  | KEN | KP    | Victor Wanyama          |
| 4  | FRA | V     | Rudy Camacho            |
| 5  | GRE | KP    | Iliász Iliádisz         |
| 6  | CAN | KP    | Samuel Piette           |
| 7  | EGY | KP    | Ahmed Hamdi             |
| 8  | USA | KP    | Matko Miljevic          |
| 9  | NGR | CS    | Chinonso Offor          |
| 10 | USA | KP    | Bryce Duke              |
| 11 | CRC | CS    | Ariel Lassiter          |
| 13 | USA | CS    | Mason Toye              |
| 14 | NGR | CS    | Sunusi Ibrahim          |
| 15 | CAN | V     | Zachary Brault-Guillard |
| 16 | CAN | V     | Joel Waterman           |

| #  |           | Poszt | Név                    |
| -- | --------- | ----- | ---------------------- |
| 17 | Kongói DK | CS    | Jojea Kwizera          |
| 19 | CAN       | KP    | Nathan Saliba          |
| 21 | FIN       | KP    | Lassi Lappalainen      |
| 22 | GUA       | V     | Aaron Herrera          |
| 23 | USA       | V     | Ousman Jabang          |
| 24 | USA       | V     | George Campbell        |
| 25 | ITA       | V     | Gabriele Corbo         |
| 26 | ISL       | V     | Róbert Orri Þorkelsson |
| 27 | CAN       | KP    | Sean Rea               |
| 28 | CAN       | CS    | Jules-Anthony Vilsaint |
| 29 | CAN       | KP    | Mathieu Choinière      |
| 30 | HON       | CS    | Romell Quioto          |
| 40 | CAN       | K     | Jonathan Sirois        |
| 41 | CAN       | K     | James Pantemis         |